# 大川富
大川富（日语：／ Ōkawa Tomi，1932年2月26日—），日本前女子乒乓球运动员。她曾在世界乒乓球锦标赛上获得3枚金牌和2枚铜牌。她也参加了1958年亚洲运动会，获得女子团体金牌和混合双打铜牌。